# Шемахинский уезд
Шемахинский уезд (азерб. ﺷﻤﺎﺧﻰ ﻗﻀﺎﺳﻰ) — административная единица в составе Каспийской области, Шемахинской губернии, Бакинской губернии и Азербайджанской ССР. Центр — город Шемаха (Шамахи).

## История
Шемахинский уезд был образован в 1840 году в составе Каспийской области. В 1846 году отнесён к Шемахинской губернии, в 1859 — к Бакинской. В 1920 году Шемахинский уезд стал частью Азербайджанской ССР.
Упразднён в 1929 году.

## Население
По первой всеобщей переписи населения Российской империи 1897 года в уезде проживало 121 842 чел. В уездном городе Шемахе проживало 20 007 чел.
Согласно ЭСБЕ население уезда в 1903 году составляло 123 610 чел. (66 547 мужчин и 57 063 женщины). В уездном городе — 20 008
Согласно переписи населения 1926 года население уезда составляло 91 185 чел.
| Год  | Всего   | Татары (азербайджанцы) | Армяне           | Великорусы (русские), малорусы (украинцы), белорусы | Таты           | Евреи           | Персы        | Литовцы      | Лезгинские народы | Аваро-андийские народы | Поляки       | Грузины     | Немцы       | Турки      | Мордовы     | Греки       | Остальные  |
| ---- | ------- | ---------------------- | ---------------- | --------------------------------------------------- | -------------- | --------------- | ------------ | ------------ | ----------------- | ---------------------- | ------------ | ----------- | ----------- | ---------- | ----------- | ----------- | ---------- |
| 1897 | 121 842 | 89 840 (73,73 %)       | 14 283 (11,72 %) | 11 362 (9,33 %)                                     | 4 517 (3,71 %) | 1 104 (0,91 %)  | 149 (0,12 %) | 143 (0,12 %) | 135 (0,11 %)      | 126 (0,1 %)            | 101 (0,08 %) | 49 (0,04 %) | 13 (0,01 %) | 9 (0,01 %) | 2 (<0,01 %) | 1 (<0,01 %) | 8 (0,01 %) |
| 1903 | 123 610 | 95 178 (77 %)          | 15 451 (12,5 %)  | 12 361 (10 %)                                       | ---            | ≈ 1 200 (< 1 %) | ---          | ---          | ---               | ---                    | ---          | ---         | ---         | ---        | ---         | ---         | ---        |

## Административное деление
В 1913 году в уезд входило 65 сельских обществ и 33 кочевьев:
| - Агры-Абинское — с. Агры-Аба, - Альвендское — с.Альвенд, - Алиджалинское — с. Алиджанлы, - Альты-Агачское — с. Альты-Агач, - Ангехаранское — с. Агехаран, - Арабское — с. Араб-Мехти-Бек, - Арчманское — с. Арчиман, - Астраханское — с. Астраханское, - Ахсунское — с. Ахсу, - Басхальское — с. Басхаль, - Биджевское — с. Биджев, - Бинаджинское — с. Бинаджани, - Гаджиманское — с. Гаджиман, - Гюрдживанское — с. Гюрдживан, - Джабанинское — с. Джабаны-Русское, - Джаглинское — с. Джаглы, - Дильманское — с. Дильман, | - Заргеранское — с. Заргеран, - Ингарское — с. Ингар, - Исмаилинское — с. Исмаилы, - Калаханинское — с. Калаханы, - Калей-Бугурдское — с. Калей-Бугурд, - Карабуджахское — с. Карабуджах, - Караджузлинское — с. Караджузлы, - Кара-Ильхичинское — с. Ильхичи-Кара, - Кара-Коюнлинское — с. Каракоюнлы, - Карсахкалинское — с. Карасахкалы, - Кашадское — с. Кашад, - Кевлючское — с. Кевлюч, - Кейвенлинское — с. Кейвенлы, - Кельвинское — с. Кельва, - Керкенджское — с. Керкендж, - Кештамазское — с. Кештамаз, | - Кичатанское — с. Кичатан, - Кунахкендское — с. Кунахкенд, - Кургское — с. Кург, - Кюрдамирское — с. Кюрдамир, - Ленгебинское — с. Ленгебинс, - Маразалинское — с. Маразали, - Маразинское — с. Маразы-русское, - Марьевское — с. Марьевка, - Матрасинское — с. Матрасы, - Мейсаринское — с. Мейсары, - Молла-Али-Оглинское — с. Невджи, - Муганлинское — с. Муганлы, - Мурадлинское — с. Мурадлы, - Мурат-Ханское — с. Мурат-Хан, - Мюджи-еврейское — с. Мюджи, - Мюджи-татарское — с. Зейва, | - Намирлинское — с. Намирлы, - Нуранское — с. Нуран, - Сагианское — с. Сагиан, - Сулутское — с. Сулут, - Сундинское — с. Сунды, - Таглабианское — с. Таглабиан, - Телан-Коютское — с. Телан-Коют, - Тирджанское — с. Тирджан, - Ханазадское — с. Шамлы, - Хильмилинское — с. Хильмили, - Чаганское — с. Большой Чаган, - Чайлинское — с. Чайли-Ага-Кишибен, - Чарганское — с. Чарган, - Чуханлинское — с. Чуханлы, - Чухур-Юртское — с. Чухур-Юрт, - Шабианское — с. Шабиан, |

Кочевья:
| - Араб-Кадымское — коч. Араб-Кадым, - Араб-Сорванское — с. Араб-Сорван, - Араб-Хонаданское — коч. Араб-Хонадан, - Араб-Шахвардинское — коч. Араб-Шахварды, - Ахтачи-Гаджи-Абдул-Керамское — коч. Ахтачи 2-е, - Ахтачинское — коч. Ахтачи 1-е, - Ахтачисальсянское — коч. Ахтачисальян, - Беинское — с. Бей, - Гаджи-Самедлинское — с. Гаджи-Самедлы, | - Геоклярское — коч. Гоекляр, - Геок-Долеклинское — с. Геок-Долекли, - Гарусское — коч. Гарус, - Джатринское — коч. Джатры, - Дмитриевское — коч. Дмитриевка, - Екахана-Талыбское — коч. Екахана-Талы-Бек, - Каравеллы-Камбай-Бековское — коч. Каравеллы-Камбай-Бек, - Курбанчинское — коч. Курбанчи, | - Кущинское — коч. Кущи, - Мелик-Чобанское — коч. Мелик-Чобан, - Молаларское — коч. Молалар, - Мустафалинское — коч. Мустафали, - Набурское — коч. Набур, - Пир-Гасанлинское — с. Пир-Гасанлы, - Подар-Гюльмалинское — коч. Подар-Гюльмали, - Сорсорское — коч. Сорсор, | - Талыш-Мелик-Умутское — коч. Талыш-Мелик-Умуд, - Тасанское — с. Тасаны, - Удулинское — коч. Удулы, - Халиллы-Касум-Бекское — коч. Халиллы-Касум-Бек, - Шалбашское — сел. Шалбаш, - Шамлинское — коч. Араб-Шамлы, - Шахсунлинское — коч. Шах-Сунлы, - Шах-Салтанлинское — коч. Шах-Салтанлы |

В 1926 году уезд делился на 10 участков: Ахсуйский, Баскальский, Геоглярский, Крузминский, Кубалибала-Огланский, Лагичский, Маразинский, Матрасинский, Хильмилинский, Чухур-Юртский.